# Municipio de Šentjur
Šentjur es un municipio de Eslovenia, situado en el este del país. Su capital es Šentjur pri Celju.
En 2018 tiene 18 971 habitantes.
Se ubica en la región de Savinia y, con 223 km², es uno de los municipios más extensos del país.

## Localidades
El municipio comprende las localidades de:
- Bezovje pri Šentjurju
- Bobovo pri Ponikvi
- Boletina
- Botričnica
- Brdo
- Brezje ob Slomu
- Bukovje pri Slivnici
- Cerovec
- Črnolica
- Dobje pri Lesičnem
- Dobovec pri Ponikvi
- Dobrina
- Dole
- Dolga Gora
- Doropolje
- Dramlje
- Drobinsko
- Golobinjek pri Planini
- Gorica pri Slivnici
- Goričica
- Grobelno
- Grušce
- Hotunje
- Hrastje
- Hruševec
- Hrušovje
- Jakob pri Šentjurju
- Jarmovec
- Javorje
- Jazbin Vrh
- Jazbine
- Jelce
- Kalobje
- Kameno
- Kostrivnica
- Košnica
- Krajnčica
- Krivica
- Laze pri Dramljah
- Loka pri Žusmu
- Lokarje
- Loke pri Planini
- Lopaca
- Lutrje
- Marija Dobje
- Okrog
- Osredek
- Ostrožno pri Ponikvi
- Paridol
- Planina pri Sevnici
- Planinca
- Planinska Vas
- Planinski Vrh
- Pletovarje
- Podgaj
- Podgrad
- Podlešje
- Podlog pod Bohorjem
- Podpeč nad Marofom
- Podpeč pri Šentvidu
- Podvine
- Ponikva
- Ponkvica
- Prapretno
- Primož pri Šentjurju
- Proseniško
- Rakitovec
- Razbor
- Repno
- Rifnik
- Šedina
- Sele
- Šentjur pri Celju (la capital)
- Šentvid pri Planini
- Šibenik
- Slatina pri Ponikvi
- Slivnica pri Celju
- Sotensko pod Kalobjem
- Spodnje Slemene
- Srževica
- Stopče
- Straška Gorca
- Straža na Gori
- Svetelka
- Tajhte
- Tratna ob Voglajni
- Tratna pri Grobelnem
- Trno
- Trnovec pri Dramljah
- Trška Gorca
- Turno
- Uniše
- Vejice
- Vezovje
- Visoče
- Vodice pri Kalobju
- Vodice pri Slivnici
- Vodruž
- Voduce
- Vodule
- Voglajna
- Vrbno
- Zagaj pri Ponikvi
- Zalog pod Uršulo
- Žegar
- Zgornje Selce
- Zgornje Slemene
- Zlateče pri Šentjurju